# Oramandal Smith
Oramandal Smith (* 2. Dezember 1832 im Aroostook County; † 21. Mai 1915, Litchfield, Maine) war ein US-amerikanischer Lehrer und Politiker, der von 1885 bis 1892 Secretary of State von Maine und von 1901 bis 1906 Maine State Treasurer war.

## Leben
Oramandal Smith wurde als Sohn von Daniel Day Smith und Lucy Williams Smith geboren. Er besuchte die öffentlichen Schulen in Masardis. Nachdem seine Mutter verstorben war, gab ihn sein Vater in die Familie von George Sawyer, von wo aus er zur Schule gehen konnte. Während er dort wohnte verstarb auch sein Vater. Sein Onkel Prof. Samuel K. Smith von der Colby University reiste in seiner Kutsche nach Masardis und in einer 12-tägigen Reise brachte er Oramandal Smith nach Litchfield. William Cleave Smith, ein weiterer Onkel nahm ihn in seiner Familie auf. Er besuchte das Litchfield Liberal Institute, die Litchfield Academy und das Waterville Classical Institute.
Nach seiner Ausbildung war Smith von 1864 bis 1877 Rektor an Schulen in Litchfield und Richmond. Smith arbeitete auch als Farmer und sein erstes politisches Amt trat er als Mitglied der Republikanischen Partei im Jahr 1870 an, als er in das Repräsentantenhaus von Maine gewählt wurde. 1874 wurde er zum Assistant Clerk ernannt und im Jahr 1876 wurde er zum Clerk gewählt. Dieses Amt hatte er bis 1878 und erneut von 1880 bis 1885 inne. Während seiner zweiten Amtszeit als Clerk wurde er zudem zum Maine State Insurance Commissioner ernannt. Diese Position übte er von 1883 bis 1885 aus.
Von 1885 bis 1892 war er Secretary of the State of Maine. Danach gehörte er eine längere Zeit dem Governor’s Council von Maine an. In dieser Zeit, bis zum Jahr 1902 arbeitete er für drei Gouverneure von Maine, Edwin C. Burleigh, Henry B. Cleaves und Llewellyn Powers. Im Jahr 1901 wurde Smith zum Maine State Treasurer gewählt. Dieses Amt übte er bis 1906 aus.
Smith engagierte sich für die Town von Litchfield, war 25 Jahre lang Vorsitzender des Exekutivkomitees der Litchfield Academy, und war Kurator der Maine School for the Feeble Minded.
Smith heiratete im Jahr 1875 Jennie Smith. Er starb am 21. Mai 1915 in Litchfield.